# Longton (Lancashire)
Pour les articles homonymes, voir Longton.
Longton est un village et une paroisse civile du Lancashire, en Angleterre.